# ليو جاي باورز
ليو جاي باورز (بالإنجليزية: Leo J. Powers)‏ هو عسكري أمريكي، ولد في 5 أبريل 1909 في أنسيلمو في الولايات المتحدة، وتوفي في 14 يوليو 1967.